# Sam Hutchinson
Samuel Edward Hutchinson (Slough, 3 agosto 1989) è un calciatore inglese, difensore o centrocampista dell'AFC Wimbledon.

## Caratteristiche tecniche
È un laterale destro difensivo che può giocare anche come difensore centrale.

## Carriera

### Club
Hutchinson è cresciuto nelle giovanili del Chelsea ed ha frequentato la Wexham Court Primary School.
Entrato nella Chelsea Academy a nove anni, Hutchinson è poi diventato professionista nell'agosto 2006 e ha debuttato nel campionato inglese Under-18 nel marzo 2007.
Ha debuttato in prima squadra il 13 maggio 2007, in Premier League contro l'Everton. È poi stato aggregato alla prima squadra nelle tournée prestagionali negli Stati Uniti nel 2007 e nel 2009.
Il 20 agosto 2007 ha siglato un nuovo contratto di quattro anni, con scadenza nel 2011.
Il 23 agosto 2009 ha fatto la sua prima apparizione in Premier League, entrando come sostituto al minuto 86 contro i rivali del Fulham.
Il 20 agosto 2010 ha annunciato alla stampa il suo ritiro dal mondo del calcio a causa del suo permanente e cronico infortunio al ginocchio.
È tornato a giocare il 29 aprile 2012, entrando al minuto 82' di Chelsea-QPR (6-1) al posto di José Bosingwa.
Il 17 agosto 2012 viene ceduto al Nottingham Forest, squadra militante nella Terza Divisione inglese.
Il 2 settembre 2013 viene mandato in prestito al Vitesse. Il 14 febbraio 2014 viene ceduto in prestito allo Sheffield Wednesday, che a fine anno lo acquista a titolo definitivo a seguito della risoluzione del contratto con il Chelsea.

### Nazionale
Il 14 novembre 2007 è diventato capitano dell'Inghilterra Under-19 in un'amichevole contro la Germania.

## Statistiche

### Presenze e reti nei club
Statistiche aggiornate al 20 dicembre 2015.
| Stagione                   | Squadra                    | Campionato                 | Campionato | Campionato | Coppe nazionali | Coppe nazionali | Coppe nazionali | Coppe continentali | Coppe continentali | Coppe continentali | Altre coppe | Altre coppe | Altre coppe | Totale | Totale |
| Stagione                   | Squadra                    | Comp                       | Pres       | Reti       | Comp            | Pres            | Reti            | Comp               | Pres               | Reti               | Comp        | Pres        | Reti        | Pres   | Reti   |
| -------------------------- | -------------------------- | -------------------------- | ---------- | ---------- | --------------- | --------------- | --------------- | ------------------ | ------------------ | ------------------ | ----------- | ----------- | ----------- | ------ | ------ |
| 2006-2007                  | Chelsea                    | PL                         | 1          | 0          | FACup+CdL       | 0               | 0               | UCL                | 0                  | 0                  | CS          | 0           | 0           | 1      | 0      |
| 2007-2008                  | Chelsea                    | PL                         | 0          | 0          | FACup+CdL       | 0               | 0               | UCL                | 0                  | 0                  | CS          | 0           | 0           | 0      | 0      |
| 2008-2009                  | Chelsea                    | PL                         | 0          | 0          | FACup+CdL       | 0               | 0               | UCL                | 0                  | 0                  | -           | -           | -           | 0      | 0      |
| 2009-2010                  | Chelsea                    | PL                         | 2          | 0          | FACup+CdL       | 0+1             | 0               | UCL                | 0                  | 0                  | CS          | 0           | 0           | 3      | 0      |
| 2010-2011                  | Chelsea                    | PL                         | 0          | 0          | FACup+CdL       | 0               | 0               | UCL                | 0                  | 0                  | CS          | 0           | 0           | 0      | 0      |
| 2011-2012                  | Chelsea                    | PL                         | 2          | 0          | FACup+CdL       | 0               | 0               | UCL                | 0                  | 0                  | -           | -           | -           | 0      | 0      |
| Totale Chelsea             | Totale Chelsea             | Totale Chelsea             | 5          | 0          |                 | 1               | 0               |                    | 0                  | 0                  |             | 0           | 0           | 6      | 0      |
| 2012-2013                  | Nottingham Forest          | FLC                        | 9          | 1          | FACup+CdL       | 0               | 0               | -                  | -                  | -                  | -           | -           | -           | 9      | 1      |
| 2013-gen. 2014             | Vitesse                    | ED                         | 1          | 0          | CO              | 2               | 0               | -                  | -                  | -                  | -           | -           | -           | 3      | 0      |
| gen.-giu. 2014             | Sheffield Wednesday        | FLC                        | 10         | 1          | FACup+CdL       | 0               | 0               | -                  | -                  | -                  | -           | -           | -           | 10     | 1      |
| 2014-2015                  | Sheffield Wednesday        | FLC                        | 20         | 0          | FACup+CdL       | 0               | 0               | -                  | -                  | -                  | -           | -           | -           | 20     | 0      |
| 2015-2016                  | Sheffield Wednesday        | FLC                        | 25+2       | 0          | FACup+CdL       | 0+3             | 1               | -                  | -                  | -                  | -           | -           | -           | 19     | 1      |
| Totale Sheffield Wednesday | Totale Sheffield Wednesday | Totale Sheffield Wednesday | 57         | 1          |                 | 3               | 1               |                    | -                  | -                  |             | -           | -           | 49     | 2      |
| Totale carriera            | Totale carriera            | Totale carriera            | 61         | 2          |                 | 6               | 1               |                    | 0                  | 0                  |             | 0           | 0           | 67     | 3      |

## Palmarès

### Club

#### Competizioni nazionali
- Campionato inglese: 1

Chelsea: 2009-2010
- Coppa d'Inghilterra: 1

Chelsea: 2011-2012